# Скугсщирчиркогорден (станція метро)
59°16′41″ пн. ш. 18°05′43″ сх. д. / 59.278056° пн. ш. 18.095278° сх. д.
«Скугсщирчиркогорден» (швед. Skogskyrkogården) — станція Зеленої лінії Стокгольмського метрополітену, обслуговується потягами маршруту Т18.
Станція була відкрита 1 жовтня 1950, у складі черги Слюссен — Гекараньєн.  

Відстань від станції Слюссен 5 км.
Пасажирообіг станції в будень —	2,050 осіб (2019)

Розташування: Гамла-Еншеде, Седерорт, Стокгольм.
Конструкція: відкрита наземна станція з однією прямою острівною платформою.

## Операції
| Попередня станція   | Лінія | Лінія     | Лінія | Наступна станція             |
| ------------------- | ----- | --------- | ----- | ---------------------------- |
| Сандсборг до Альвік |       | Лінія T18 |       | Таллькруген до Фарста-странд |